# 謝碧連
謝碧連（1922年11月28日—2020年5月3日），臺灣臺南市人，除了是律師外，對於文史藝術方面也有相當貢獻。曾擔任過臺南美術研究會（南美會前身）顧問，臺南市文獻委員會委員等職，並與石暘睢、莊松林、連景初、黃天橫等人合組臺南市文史委員會。

## 生平
謝碧連於臺灣日治時期大正十一年（1922年）11月28日出生於臺南州曾文郡麻豆街謝厝寮（今臺南市麻豆區謝厝寮里），9歲時喪父。昭和十一年（1936年），謝碧連自安業公學校（今麻豆區安業國小）以第一名成績畢業。
民國107年（2018年）3月3日，妻子林纖纖逝世。民國109年（2020年）5月3日逝世。

## 紀念
謝碧連逝世後，臺南市政府文化局在同年（2020年）8月9日於吳園臺南公會堂表演廳舉辦「望重南都 謝碧連律師追思座談會暨老照片特展」，老照片展覽到8月23日。開幕當天時任市長黃偉哲到場並致贈藝術品「光照大地」給家屬。